# Christoph Leitgeb
Christoph Leitgeb (* 14. dubna 1985, Štýrský Hradec, Rakousko) je rakouský fotbalový záložník, reprezentant Rakouska.

## Reprezentační kariéra
Leitgeb působil v některých mládežnických reprezentacích Rakouska (U17, U20, U21).
V A-mužstvu Rakouska debutoval 23. 5. 2006 v přátelském utkání ve Vídni proti týmu Chorvatska, které skončilo porážkou Rakouska 1:4.
Zúčastnil se domácího EURA 2008 (spolupořadatelství Švýcarska s Rakouskem), kde Rakušané obsadili se ziskem 1 bodu nepostupové třetí místo v základní skupině B.